# Dietrich Gruen

Dietrich Gruen

Patent vom 22. Dezember 1874

Dietrich Gruen (* 22. Februar 1847 in Osthofen; † 10. April 1911 in Italien) war ein deutschamerikanischer Uhrmacher, der 1867 in die Vereinigten Staaten auswanderte und mit der Gruen Watch Company eine der bedeutendsten amerikanischen Uhrenmanufakturen während der ersten Hälfte des 20. Jahrhunderts gründete.

## Leben

### Kindheit und Ausbildung in Deutschland
Dietrich Grün wurde am 22. Februar 1847 im rheinhessischen Osthofen geboren und besuchte sowohl öffentliche als auch private Schulen. Im Alter von 15 Jahren erlernte er die Uhrmacherei bei dem bedeutenden Uhrmacherlehrer Jess Hans Martens (1826–1892) in Freiburg/Baden und arbeitete unter anderem auch in Karlsruhe und Wiesbaden. Nach Abschluss seiner Ausbildung ging er für drei Jahre in die Schweiz.

### In den Vereinigten Staaten
1867, im Alter von 20 Jahren, reiste er in die Vereinigten Staaten, wo er seinen drei älteren Brüdern folgte, die bereits vor ihm in die USA ausgewandert waren. Einer seiner drei Brüder war bereits 1863 im amerikanischen Bürgerkrieg gestorben. Auf dieser Reise traf er Pauline Wittlinger, die Tochter eines Uhrmachers. Wittlinger lebte in Delaware, Ohio. Im Jahr 1869 heiratete er und zog nach Delaware, wo er für seinen Schwiegervater arbeitete.
Dietrichs und Pauline erstes Kind war Sohn Frederick (Fritz) G. Gruen, geboren am 15. April 1872 in Delaware. Der zweite Sohn George J. Gruen wurde 1877 geboren.
Seit 1906 litt Dietrich Gruen an Herzproblemen und übertrug seinen Söhnen mehr und mehr das Geschäft. Im Jahr 1911, unternahmen Dietrich Gruen und sein Sohn Frederick mit dem Dampfschiff „Berlin“ wie fast jedes Jahr eine Reise nach Europa. Frederick sollte sich um geschäftliche Belange kümmern, Dietrich wollte zur Kur nach Bad Nauheim. Kurz vor der Ankunft in Italien erlag Dietrich Gruen am 10. April 1911 plötzlich einem Herzversagen. Er wurde in Cincinnati (Ohio) auf dem Spring Grove Cemetery beerdigt, wo heute noch sein Grabmal zu sehen ist.

### Arbeit und Unternehmen
Im Jahr 1874 erhielt Dietrich Gruen ein Patent für einen verbesserten Minutenrad-Sicherheitstrieb in Uhrwerken, der die Beschädigung einer Uhr verhindern sollte, wenn die Spiralfeder für den Antrieb der Uhr brach.
1876 gründete er mit einem Partner die Columbus Watch Manufacturing Company in Columbus/Ohio, die er 1894 wegen wirtschaftlicher Schwierigkeiten wieder verließ. Im selben Jahr gründete er mit seinem älteren Sohn Frederick, die Uhrenfirma „D. Gruen & Son“, die mit Eintritt des jüngeren Sohns Georg drei Jahre später in „D. Gruen & Sons“ umfirmierte. Die Firma expandierte mit eigener Uhrwerksproduktion nach Glashütte in Sachsen und später Biel/Schweiz. In den 1920er Jahren war die Gruen Watch Company, wie sie später hieß, der größte Uhrenhersteller Amerikas.